# Joseph Klifa
Pour les articles homonymes, voir Klifa.
Joseph Klifa, né le 26 juillet 1931 à Mascara (Algérie française) et mort le 15 juin 2009 à Mulhouse, est un homme politique français, ancien membre du PSD et de l'UDF. Il fut un des artisans de la création technopôle de la Mer rouge, destiné à compenser la désindustrialisation de Mulhouse dont il fut maire.

## Biographie
Né en Algérie française, Joseph Klifa s'installe en Alsace dans les années 1950. En 1965, il est élu conseiller municipal sur la liste d'Émile Muller (SFIO) dont il devient l'adjoint en 1971. En 1981, Émile Muller, qui souffre de problèmes de santé (tout comme son « dauphin » initial, le CDS André Erbland), décide de démissionner en désignant Klifa, qui a suivi son évolution politique centriste (de la Gauche non communiste à l'UDF, en passant par le PSD). Cette passation de pouvoir suscite l'opposition d'une partie des colistiers de Muller, menée par le docteur Alphonse Kienzler.
Réélu en 1983, il est battu par Jean-Marie Bockel (PS) en 1989. Comptant reprendre la mairie en 1995, il échoue cependant à arriver en tête du premier tour et choisit de fusionner (en position non éligible) avec la liste Bockel, constituant ainsi un « front républicain ». Cette alliance, qui consiste plutôt en un désistement de l'ancien maire, empêche une triangulaire qui aurait pu permettre à la liste d'extrême-droite de Gérard Freulet (FN) de gagner au second tour du scrutin.
Parmi les réalisations municipales de Joseph Klifa :
- le technopôle de la Mer rouge, destiné à compenser la désindustrialisation de Mulhouse ;
- la piétonisation de la rue du Sauvage et la création d'une ZAC, la cour des Maréchaux ;
- la patinoire et la piscine olympique de l'Illberg.

De 2004 à 2008, il est président du Football Club de Mulhouse, club qui joue alors en première division sous son mandat municipal, notamment grâce à de lourdes dépenses dénoncées par l'opposition de l'époque.
Il habitait à Eschentzwiller dans le département Haut-Rhin.
Joseph Klifa, qui pratiquait le football dans sa ville natale, a joué pour le club AGS Mascara 1945-1949 puis a la GC Mascara au poste de Gardien de but lors des saisons 1949-1952 puis au club Sports Athlétique de Palikao (Palikao)1952-1956. Sous la Ligue d'Oran de Football Association, avec le GCM il est Champion de la Division d'Honneur 1950-1951 et avant ça champion de division promotion d'Honneur de la saison 1949-1950 et avec SAP champion de première division 1953-1954.

## Mandats politiques nationaux
- Du 16/03/1986 au 14/05/1988 : député UDF-PSD du Haut-Rhin (scrutin proportionnel)
- Du 28/03/1993 au 21/04/1997 : député UDF-PSD de la 5e circonscription du Haut-Rhin

## Mandats politiques locaux
- de 1965 à 1995 : Conseiller municipal de Mulhouse
- de 1971 à 1981 : Adjoint au maire de Mulhouse
- de 1981 à 1989 : Maire de Mulhouse
- de 1973 à 1986 : élu au Conseil régional d'Alsace

## Carrière sportive

### Parcours footballeur
-Comme gardien de but : 
- AGS Mascara 1945-1949
- GC Mascara 1949-1952
- SA Palikao 1952-1956

-Président de Club :  
- FC Mulhouse 2004-2008

### Palmarès
- Champion d'Oranie de Division d'honneur (LOFA) 1950-1951 avec le GC Mascara
- Champion d'Oranie de Promotion d'honneur (LOFA)  1949-1950 avec le GC Mascara
- Champion d'Oranie de Première Division (LOFA)  1953-1954 avec le SA Palikao (Palikao)